# Cinnamomum parthenoxylon
Cinnamomum parthenoxylon (tiếng Việt: vù hương) là loài thực vật có hoa trong họ Nguyệt quế. Loài này được (Jack) Meisn. miêu tả khoa học đầu tiên năm 1864.